# Самад Бехрангі
Сама́д Бехрангі́ (перс. صمد بهرنگی, азерб. Səməd Behrəngi, також Самед Бехренгі; *24 червня 1939, Тебриз, Імперська Держава Іран — 31 серпня 1968) — іранський (азербайджанського походження) педагог, громадський діяч і критик, фольклорист, перекладач і автор короткої прози.

## З життєпису
Народився 24 червня 1939 року в околиці Харандаб міста Тебриза. Походив з робітничої родини — його батьки Сара та Еззат; мав 2 братів і 3 сестри. Його батько був сезонним робітником, що заробляв так мало, що зрештою йому, як і багатьом іншим робітникам, довелося виїхати в пошуках кращої долі на Кавказ, аби так ніколи і не повернутися.
С. Бехрангі закінчив початкову школу і 3 роки середньої школи в Тебризі, перш ніж вступити до сільської вчительської школи. Він провів там 2 роки і закінчив навчання в 1957 році. Таким чином, здобувши тільки декілька років освіти, у 18-річному віці він став учителем і залишався ним до кінця свого життя в іранській провінції Східний Азербайджан.
Наступні 11 років він викладав перську мову в сільських школах Іранського Азербайджану, також дістав ступінь бакалавра англійської мови в Тебризькому університеті.
Публікуватись почав у 1960 році, його першим оовіданням став «Звичай». Писав оповідання, одночасно перекладаючи з англійської й азербайджанської на фарсі та навпаки. Згодом його звільнили з посади вчителя середньої школи через обвинувачення у неввічливості та призначили до початкової школи. 
По часі, коли С. Бехрангі розвинув свою культурницьку діяльність, його звинувачували, переслідували, а відтак відсторонили від викладання. За якийсь час його покарання було скасовано, і він повернувся до школи. Пізніше брав участь у студентських протестах.
Бехрангі потонув 31 серпня 1968 року в річці Аракс і в його смерті звинувачували уряд Пахлаві. Вважається, що офіцера армії Хамзеха Фарахаті бачили з ним, коли він тонув. Фарахаті у своїй книзі та в інтерв'ю «Голосу Америки» однозначно стверджував, що Самад потонув, а не був убитий САВАКом.
Його поховали на кладовищі Імаміє (قبرستان امامیه) в однойменному районі Тебриза.

## З творчості
Самад Бехрангі уславився своїми дитячими книжками, зокрема міні-повістю «Маленька чорна рибка». Натхненний здебільшого лівацькою ідеологією, поширеною в середовищі тогочасної інтелігенції, він писав твори, які зображували життя дітей міської бідноти та заохочували людину змінити своє життя за власним покликом, що зробило їх популярними серед членів Організації партизанів іранського народу Fedai.
Крім дитячих творів, С. Бехрангі написав багато педагогічних нарисів, зібрав і опублікував зразки усної літератури іранських азербайджанців. Свої фольклорні дослідження він зазвичай здійснював за допомогою колеги Бехруза Дегані, який також сприяв публікації деяких творів Бехрангі уже після ранньої смерті останнього. 
Він є також автором азербайджанських перекладів з перської віршів Ахмада Шамлу, Форуг Фаррохзад, Мехді Ахаван Салес.
Вибрана бібліографія
- Бехрангі, Самад (1969). کندوکاو در مسائل تربیتی ایران [Дослідження освітніх проблем Ірану] (перс.).
- Бехрангі, Самад (1968). ماهی سیاه کوچولو [Маленька чорна рибка] (перс.). ISBN 9648037396.
- Бехрангі, Самад (1968). اولدوز و کلاغ‌ها [Олдуз і ворони] (перс.).
- Бехрангі, Самад (1967). اولدوز و عروسک سخنگو [Олдуз і лялька, що говорить] (перс.). ISBN 9645858720.
- Бехрангі, Самад (1969). One Peach Thousand Peaches [Один персик, тисяча персиків] (англ.).
- Бехрангі, Самад (2014). تلخون: مجموعه قصه [Талкхун: збірник оповідань] (перс.). (Amirkabir Publications)انتشارات امیرکبیر.
- The Complete Stories of Behrang, publishers, Persian Culture & Art Institute, Vancouver and Zagros Publications, Montreal, Canada (англ.)

Твори письменника перекладені низкою мов, зокрема англійською, німецькою, російською.